# Sabrina Lotz
Sabrina Lotz (ur. 20 maja 1980) – niemiecka zapaśniczka walcząca w stylu wolnym. Zajęła piętnaste miejsce na mistrzostwach świata w 2002. Szósta na mistrzostwach Europy w 2002. Ósma w Pucharze Świata w 2003.
Pięciokrotna mistrzyni Niemiec w latach: 1997, 1998, 2000, 2004 i 2005; druga w 2002, a trzecia w 1999 i 2003 roku.